# Raul Hilberg
Raul Hilberg (* 2. Juni 1926 in Wien; † 4. August 2007 in Williston, Vermont, USA) war ein amerikanischer Historiker und Holocaustforscher österreichisch-jüdischer Herkunft. Mit der mehrfach aktualisierten Fassung seiner Dissertation The Destruction of the European Jews (Die Vernichtung der europäischen Juden) schrieb er das Standardwerk zur Geschichte des Holocausts.

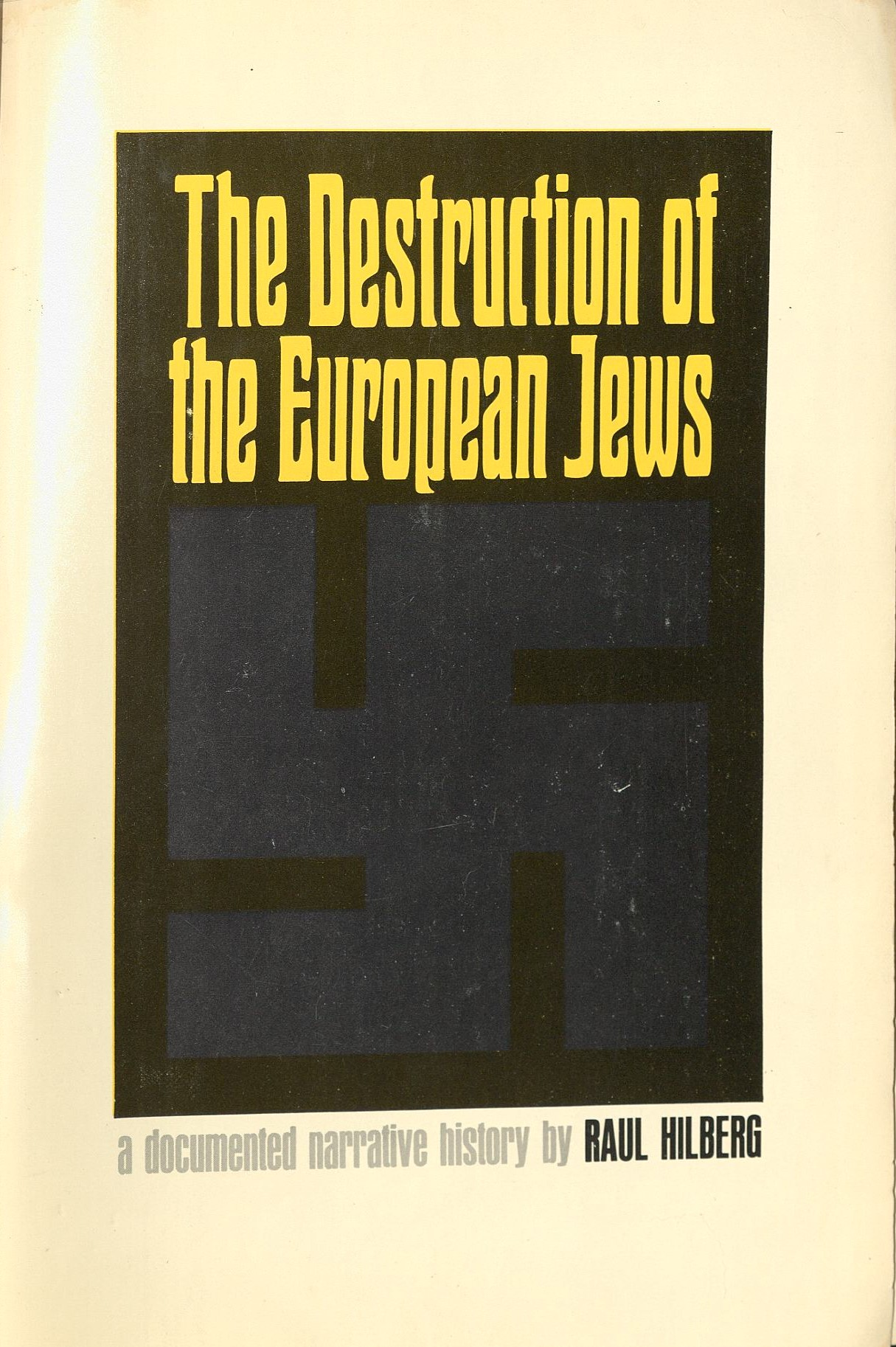
Erstausgabe (1961)

## Leben
Raul Hilberg wurde 1926 als Einzelkind eines Kleinhändlers geboren. Im März 1938 erlebte er in Wien den „Anschluss Österreichs“ an das nationalsozialistische Deutschland. Seine ursprünglich aus Galizien stammenden jüdischen Eltern flohen mit ihm daraufhin im April 1939 über Frankreich und Kuba in die USA. Verwandte Hilbergs in Österreich und Polen, denen die Flucht nicht gelang, wurden von den Deutschen als Juden ermordet. In Brooklyn, New York City, besuchte er die Abraham Lincoln High School und danach das Brooklyn College. Ab 1944 diente er in der US-Armee (45. Infanterie-Division). Seine Division war an der Befreiung des KZ Dachau beteiligt. Im Braunen Haus in München als Soldat stationiert, stieß er kurz nach dem Krieg auf Teile der Privatbibliothek Adolf Hitlers. Anschließend kam Hilberg zum War Documentation Department, das mit der Recherche nach Dokumenten beauftragt war, die zur Verfolgung von Kriegsverbrechern dienen konnten.
Ab 1948 besuchte er im Brooklyn College die Vorlesungen des Emigranten Hans Rosenberg zur Geschichte des preußischen Beamtentums. Noch im selben Jahr wechselte er an die Columbia University, um beim sozialistischen Juristen Franz Neumann studieren zu können. Dessen Studie über die nationalsozialistische Diktatur, Behemoth, hatte auf Hilberg einen tiefen Eindruck gemacht. Er begann 1948 mit seiner Magisterarbeit und besprach auch schon seine geplante Dissertation The Destruction of European Jewry. 1951 erhielt er eine befristete Stelle im War Documentation Project unter Leitung von Fritz T. Epstein. Bis zu seiner Promotion musste er Politikwissenschaft an verschiedenen Universitäten unterrichten, nachdem sein Doktorvater und Unterstützer Neumann infolge eines Unfalls 1954 verstorben war. 1955 erhielt er eine Professur an der kleinen University of Vermont in Burlington, Vermont, an der er bis zu seiner Emeritierung 1991 lehrte und forschte. Mit dem Tagebuch von Adam Czerniaków, dem Vorsitzenden des Ältestenrats des Warschauer Ghettos, edierte Hilberg 1979 eines der eindrucksvollsten Zeugnisse der Verfolgung. Für Claude Lanzmanns epische „Shoah“-Filmdokumentation las und kommentierte Hilberg Auszüge aus Czerniakóws Tagebuch. Hilberg starb im Alter von 81 Jahren aufgrund eines Lungenkrebsleidens. In erster Ehe war er mit Christine Hemenway verheiratet. Er hinterließ zwei Kinder aus dieser Ehe und seine zweite Ehefrau Gwendolyn, geborene Montgomery.

## Werk
Für sein 1954 fertiggestelltes Hauptwerk The Destruction of the European Jews (Die Vernichtung der europäischen Juden) wertete Hilberg zahllose Quellen aus, um die gesamte Geschichte des Holocausts zu analysieren. Erst nach sechs Jahren und fünf Verlagen wurde seine Dissertation von dem kleinen amerikanischen Verlag Quadrangle Books (Chicago) verlegt (engl. The Destruction of the European Jews, 1961). Ein wohlhabender Gönner, Frank Petschek, finanzierte eine Auflage von 5.500 Exemplaren, um diese wenigstens Bibliotheken anbieten zu können. Historiker von Yad Vashem beanstandeten Hilbergs kritische Einschätzung des aktiven und passiven jüdischen Widerstandes. Hans Mommsen führt für diese Abwehr folgenden Grund an: „Zu Beginn der 50er Jahre neigten fast alle Überlebenden, auch die jüdischen Verbände in den USA, sowie die internationale historische Forschung dazu, die Erinnerung an den Holocaust herunterzuspielen, ja zu verdrängen.“ Auch bei Hannah Arendt, die 1959 ein Gutachten zu Hilbergs Dissertation verfasste, stieß seine akribische Untersuchung zunächst auf Ablehnung.
Der deutsche Verlag Droemer Knaur, der bereits 1963 die Rechte an Hilbergs Werk erworben hatte, entschied sich Ende 1965 gegen eine Veröffentlichung des Buchs. Eine Rolle spielte nach Götz Aly ein negatives Gutachten des Instituts für Zeitgeschichte. Der Cheflektor von Knaur, Fritz Bolle, hatte, wie Aly herausfand, außerdem eine Vergangenheit als Verwalter in einem nationalsozialistischen Zwangsarbeitslager. Auch die Verlage Rowohlt und Beck lehnten eine Publikation ab, andere schwiegen zum Thema. Die Veröffentlichung wurde „systematisch hintertrieben“, weil oder obwohl Hilbergs Register „tausende Namen von Schreibtischtätern und Exzessmördern, Unternehmen und Behörden, Konzentrationslagern und Hinrichtungsplätzen“ enthielt. Das veranlasste Heinz Höhne 1979 im Spiegel von einer „seit Jahren überfälligen Übersetzung“ zu sprechen. Im Jahr 1980 wurde eine deutsche Übersetzung von den Gutachtern des Instituts für Zeitgeschichte erneut abgelehnt.
Der Berliner Kleinverlag Olle & Wolter ließ das umfangreiche Buch übersetzen und brachte es 1982 in einer gebundenen Ausgabe auf Grundlage der Originalausgabe von 1961 heraus. Trotz guter Rezensionen erreichte das Werk wegen seines durch den großen Umfang und die geringe Auflage bedingten hohen Preises nur einen kleinen Leserkreis. Auch die ebenfalls hochpreisige Lizenzausgabe, die im selben Jahr 1982 in der Büchergilde Gutenberg erschien, konnte daran wenig ändern. Walter Pehle, Lektor für Zeitgeschichte im S. Fischer Verlag, gelang es 1990 gegen interne Widerstände, Hilbergs Hauptwerk als preiswertes Taschenbuch in drei Bänden neu aufzulegen. Mommsen urteilt, dass damit ein „Stück skandalöser Einschränkung der Publikationsfreiheit in der Bundesrepublik beendet wurde“. Im Nachruf der Frankfurter Rundschau wurde moniert, dass eine „Publikationsgeschichte von Raul Hilbergs Hauptwerk […] noch nicht geschrieben“ worden sei. In seinem am 18. Oktober 2017 auf der Konferenz Raul Hilberg und die Holocaust-Historiographie – Eine Tagung aus Anlass seines 10. Todestages gehaltenen Vortrag Wie das Institut für Zeitgeschichte Raul Hilbergs großes Werk über den Holocaust blockierte führte der Historiker Götz Aly aus, dass zwei Gutachten des Institutes von der Publikation von Hilbergs Buch dezidiert abgeraten hätten. Erst am 22. Oktober 2012 veranstaltete Yad Vashem ein internationales Symposium anlässlich der Publikation der hebräischen Übersetzung von Hilbergs Hauptwerk.
Hilbergs umfassende Darstellung der Shoah gilt weiterhin als Standardwerk zum Thema und wurde vom Autor ständig aktualisiert. Der Autor wies darin auf die vielen mitwirkenden Personen und nationalsozialistischen Organisationen hin, die durch Forderungen und Initiativen zur Entschlussbildung der „Endlösung“ beitrugen.
Hilberg setzte sich damit von intentionalistischen Historikern der NS-Forschung wie Eberhard Jäckel, Helmut Krausnick oder Klaus Hildebrand ab, die behaupteten, Hitler habe mit der „Endlösung“ seine lange vorher gefassten Pläne stringent umgesetzt. Ähnlich wie die Funktionalisten unter den Historikern, namentlich Martin Broszat, Hans Mommsen und Christopher Browning, deutete Raul Hilberg den Entschluss zum Holocaust als prozesshaften Vorgang einer kumulativen Radikalisierung, der allerdings ohne die Person Hitlers nicht denkbar wäre:

„Hitler war der leitende Architekt der jüdischen Katastrophe. Er war es, der die fließenden Ideen von 1940 in die harte Realität von 1941 transformierte. Hitler machte diesen letzten Schritt zum unerbittlichen Resultat aller antijüdischen Maßnahmen […] und er schmiedete den dezentralen Verwaltungsapparat Deutschlands um in ein Netz von Organisationen, die reibungslos zusammenwirkten, so dass die Erschießungen, Deportationen und Vergasungen nebeneinander und gleichzeitig durchgeführt werden konnten.“

Hilberg vertrat die Meinung, dass es den Tätern durch die strikte Arbeitsteilung bei der „Endlösung“ ermöglicht worden sei, sich als „kleines Rädchen im Getriebe“ zu empfinden und sich selbst von einer persönlichen Verantwortung freizusprechen. Diese Deutung ist teilweise umstritten, der Kritik nach lässt sie außer Acht, dass ein gewichtiger Anteil als Augenzeuge oder Täter unmittelbar am Tötungsprozess beteiligt war.
In einem Interview anlässlich einer Tagung des Wiener Wiesenthal Institut für Holocaust-Studien im Jahr 2006 schätzte Hilberg den Anteil des bis dahin erforschten Geschehens des Holocausts auf 20 Prozent.

## Zitate
„Das ist Ihr Untergang.“

„Gelernt haben wir von ihm, dass es keinen umfassenden Plan der Judenvernichtung gab, keinen Führerbefehl, sondern dass sich in der Konkurrenz der verschiedenen Institutionen die unterschiedlichen Vorhaben hochschaukelten zum umfassendsten Pogrom der Weltgeschichte. Hilbergs Erklärung bedarf keines übermächtigen Führers. Die von ihm geschriebene Apokalypse kommt ohne Gott und Teufel aus. Er braucht nur Menschen wie du und ich. Sein Ausgangspunkt ist nicht Hitlers Wille, sondern der Prozess, in dem Bürokraten zu Tätern wurden. Raul Hilberg hat uns gelehrt, dass die Judenvernichtung nicht die Tat einiger durchgedrehter Antisemiten, sondern ein ‚nationaler Akt‘ war, an dem die ganze Verwaltung, ja die ‚gesamte organisierte Gesellschaft Deutschlands‘ beteiligt war.“

„Wenn Sie eine Dokumentation über die Verfolgung und Ermordung der europäischen Juden herausgeben würden, mit welchem Dokument würden Sie beginnen?
– Vielleicht mit einem Brief, den Hitler im September 1919 schrieb. Darin lehnte er die Form des Antisemitismus ab, die sich auf ‚rein gefühlsmässige Gründe‘ stützte, und propagierte stattdessen den ‚Antisemitismus der Vernunft‘ – ein Antisemitismus, der «zur planmässigen gesetzlichen Bekämpfung» führen müsse und dessen ‚letztes Ziel unverrückbar die Entfernung der Juden überhaupt‘ sei. Das ist der Anfang gewesen, ein politisches Programm, das rational bestimmt war. Der von Hitler so bezeichnete ‚Antisemitismus der Vernunft‘, den er zum Regierungsprogramm machte, führte zum Mord an den europäischen Juden.“

„Vor dem Anbruch des 20. Jahrhunderts und seiner Technik konnte ein auf Zerstörung versessener Geist nicht einmal in der Phantasie mit den Gedanken spielen, die die Nazis in die Tat umsetzen sollten. Der Verwaltungsbeamte früherer Jahrhunderte hatte nicht die Werkzeuge. Er besaß nicht das heutige Fernmeldenetz; er verfügte nicht über moderne Schnellfeuerwaffen und rasch wirkende Giftgase. Der Bürokrat von morgen würde diese Probleme nicht haben; er ist bereits besser ausgerüstet als die deutschen Nazis es waren. Töten ist nicht mehr so schwer wie in früheren Zeiten.“

## Mitgliedschaften
- President’s Commission on the Holocaust (bei US-Präsident Jimmy Carter)
- United States Holocaust Memorial Council
- Amerikanische Gesellschaft für internationales Recht
- Jewish Studies Association

## Schriften (Auswahl)

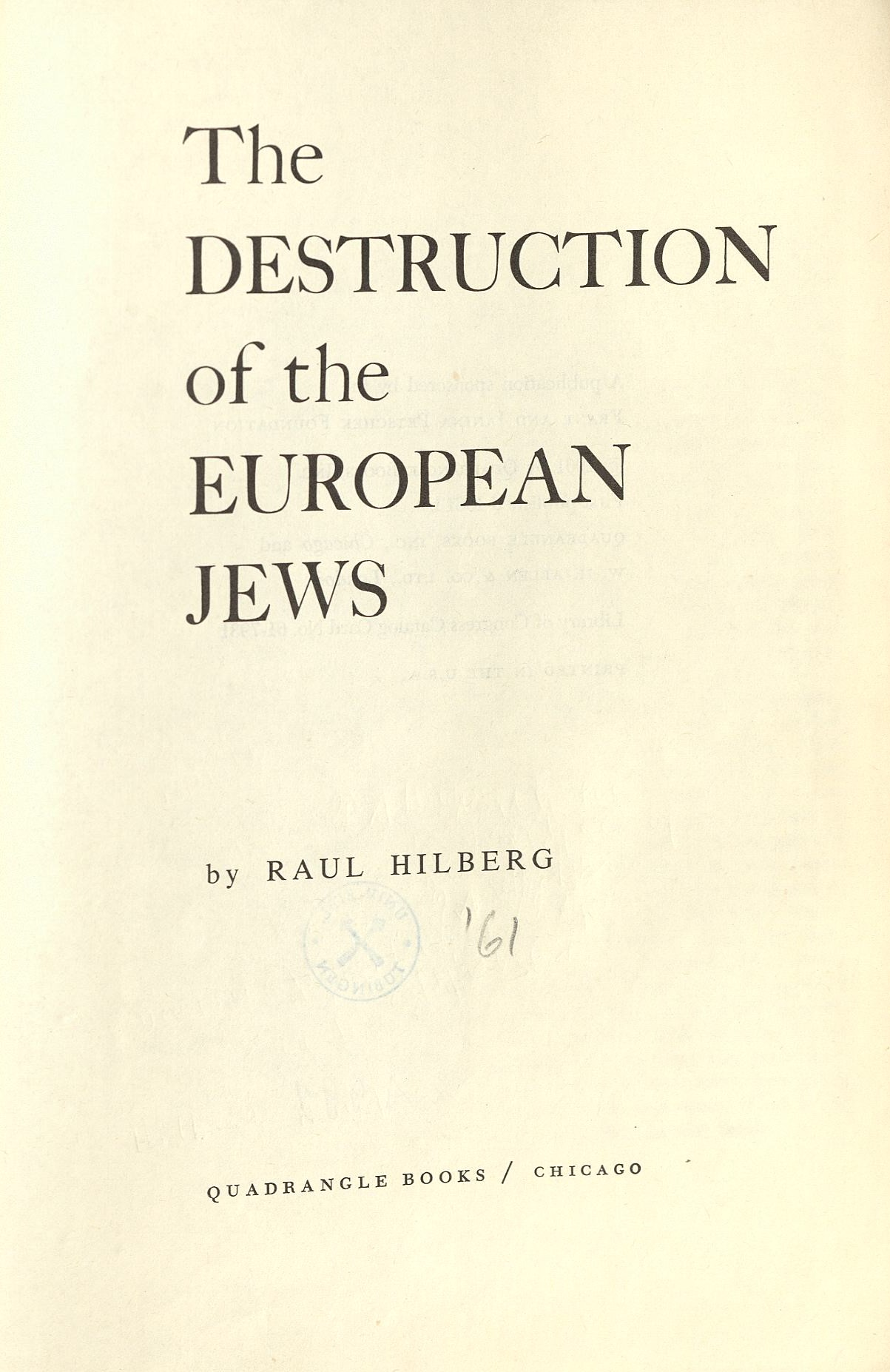
Erstausgabe (1961)

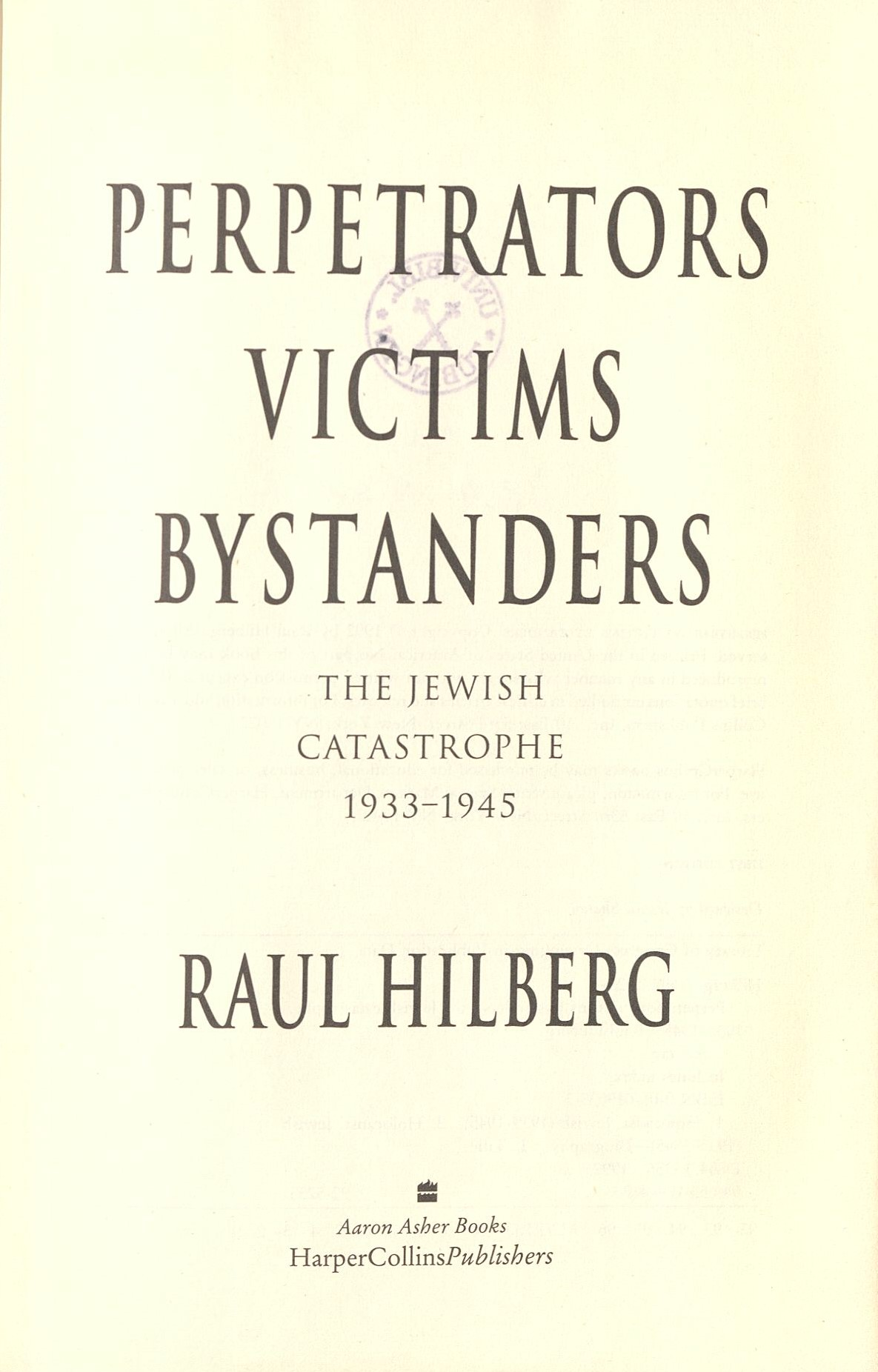
Perpetrators (1992)

- The Destruction of the European Jews. Quadrangle, Chicago 1961.
  - Deutsche Erstausgabe: Herausgegeben von Ulf Wolter, aus dem Englischen von Christian Seeger u. a.: Die Vernichtung der europäischen Juden; die Gesamtgeschichte des Holocaust. Olle & Wolter, Berlin 1982, ISBN 3-88395-431-4.
  - Aktuelle deutsche Ausgabe: 11., durchgesehene und erweiterte Auflage. 3 Bände in Kassette. Fischer-Taschenbuch-Verlag, Frankfurt am Main 2010, ISBN 978-3-596-24417-1.
  - Neue und ergänzte Ausgabe. Mit einem Vorwort von René Schlott. Hardcover, 1472 Seiten, S. Fischer Verlag, Frankfurt am Main 2023, ISBN 978-3-10-397530-7.
- The Role of the German Railroads in the Destruction of the Jews. Manuskript, 1976.
  - Übersetzung: Sonderzüge nach Auschwitz. Übersetzung von Gisela Schleicher. Vorwort von Adalbert Rückerl. Dumjahn, Mainz 1981, ISBN 3-921426-18-9. (Rezension von Eberhard Jäckel, 1985).
  - Taschenbuch: Geringfügig veränderte Fassung der deutschen Erstausgabe 1981. Ullstein, Frankfurt am Main 1987, ISBN 3-548-33085-1.
- als Hrsg.: The Warsaw Diary of Adam Czerniaków. Prelude to Doom. Stein/Day, New York 1979, ISBN 0-8128-2523-3.
- Perpetrators, Victims, Bystanders: The Jewish Catastrophe 1933–1945. Aaron Asher Books, New York 1992, ISBN 0-06-019035-3.
  - Übersetzung: Täter, Opfer, Zuschauer. Die Vernichtung der Juden 1933–1945. Aus dem Amerikanischen von Hans Günter Holl. S. Fischer, Frankfurt am Main 1992, ISBN 3-10-033609-7 (gewidmet Bernhard Lichtenberg, Berliner Dompropst).
  - Taschenbuch: Fischer-Taschenbuch-Verlag, Frankfurt am Main 1996, ISBN 3-596-13216-9.
- The Politics of Memory: The Journey of a Holocaust Historian. Ivan R. Dee, Chicago 1996, ISBN 1-56663-116-5.
  - Übersetzung: Unerbetene Erinnerung. Der Weg eines Holocaust-Forschers. Aus dem Amerikanischen von Hans Günter Holl. S. Fischer, Frankfurt am Main 1994, ISBN 3-10-033621-6.
  - Taschenbuch: Fischer-Taschenbuch-Verlag, Frankfurt am Main 2008, ISBN 978-3-596-18004-2.
- Sources of Holocaust Research. Ivan R. Dee, Chicago 2001, ISBN 1-56663-379-6.
  - Übersetzung: Die Quellen des Holocaust. Entschlüsseln und Interpretieren. Aus dem Amerikanischen von Udo Rennert. S. Fischer, Frankfurt am Main 2002, ISBN 3-10-033626-7.
- Anatomie des Holocaust. Essays und Erinnerungen. Herausgegeben von Walter H. Pehle, René Schlott; Übersetzung aus dem Amerikanischen Petra Post, Andrea von Struve. S. Fischer, Frankfurt am Main, 2016, ISBN 978-3-10-002505-0.

## Auszeichnungen (Auswahl)
- 1955: Clark F. Ansley Award, Columbia University, für die beste geisteswissenschaftliche Dissertation
- 1999: Marion-Samuel-Preis der »Stiftung Erinnerung Lindau« (erstmalige Vergabe)
- 2002: Geschwister-Scholl-Preis
- 2002: Großes Bundesverdienstkreuz
- 2002: Ehrendoktorwürde der Universität Wien
- 2005: Wahl zum Mitglied der American Academy of Arts and Sciences

## Audio
- „Wie Raul Hilberg die Spuren der Shoah dokumentierte“,  Deutschlandradio Lange Nacht 4. November 2023, 160:44 Minuten Audio-Version

## Video
- Der Weg in den Holocaust. 57 Min., Video: Vortrag von Hilberg auf der Konferenz Der Holocaust im transnationalen Gedächtnis, am 11. Dezember 2006 in Berlin, Veranstaltung der Bundeszentrale für politische Bildung BpB[26]